# Hjalmar Jensen
Hjalmar Jensen, född 21 september 1865 i Odense, död 20 december 1948, var en dansk botaniker. 
Jensen tog skolämbetsexamen i naturhistoria och geografi 1889, var assistent 1890–97 vid Köpenhamns universitets växtfysiologiska laboratorium och 1899–1900 vid en försöksstation på lantbruksområdet i Karlsruhe samt var därefter i flera år anställd vid tobaksplantagerna på Java. Han anställdes 1922 som lektor i mikrobiologi vid Landbohøjskolen i Köpenhamn och blev 1933 professor där. Hans arbeten rörde sig dels om de salpeterödeläggande bakterierna, dels om tobaksväxtens sjukdomar och tobakens fermentation.